# Elevhälsa
Elevhälsa är ett begrepp inom det svenska skolsystemet som avser systematiskt arbete i skolor för att stödja alla elevers möjlighet att uppnå skolans mål. Fokus ligger på relationen mellan lärande och hälsa. Elevhälsa bedrivs inom alla svenska skolverksamheter av all personal, och alla elever i svenska skolor berörs av elevhälsa.
Ett särskilt ansvar för att bedriva och leda skolans elevhälsoarbete har elevhälsopersonal som utgör arbetsgruppen elevhälsan. Elevhälsan består av de professioner som ansvarar för skolans medicinska, psykologiska, psykosociala och specialpedagogiska insatser: skolläkare, skolsköterska, psykolog, kurator samt specialpedagog eller speciallärare. Elevhälsan innefattar även studie- och yrkesvägledning. Arbetet leds av rektor.

## Elevhälsans arbete
Elevhälsoarbetet omfattar hälsofrämjande, förebyggande och åtgärdande insatser. Det mesta av arbetet riktas mot förebyggande och främjande insatser. Elevhälsoarbetet bedrivs på alla organisationsnivåer: organisation/strukturell, grupp och individ. Eftersom elevhälsa utgör en del av skolans ordinarie verksamhet ingår den i skolans systematiska kvalitetsarbete. Elevhälsa berör hela skolan och sker i samverkan mellan elevhälsopersonal och skolans övriga personal, samt vid behov i samverkan med andra myndigheter såsom socialtjänst och hälso- och sjukvården.
Elevhälsans arbete regleras av skollagen (2010:800). Skolverket och Socialstyrelsen publicerar referenslitteratur med riktlinjer och råd för elevhälsans utformning. Elevhälsans organisation och arbete anpassas även utifrån skolornas lokala kontexter.

### Hälsofrämjande elevhälsoarbete
Hälsofrämjande elevhälsoarbete riktar sig till alla elever och omfattar arbete som syftar till att stärka och bibehålla elevers fysiska, psykiska och sociala välbefinnande. Kunskap om vad som stödjer barns utveckling ligger till grund för arbetet, men fokus ligger på elevernas egen upplevelse av välmående, en miljö som är begriplig, hanterbar och meningsfull, samt upplevelser av delaktighet och självkänsla. Det hälsofrämjande elevhälsoarbetet skapar fysiska, sociala och psykiska arbets- och lärmiljöer som främjar utveckling av lärande och hälsa.
Hälsofrämjande elevhälsoarbete varierar mellan skolor baserat på lokala behov och kontext. Exempel på sådana insatser är på organisationsnivå att samla information och utforma insatser rörande utbildningsinsatser, organisationsplanering eller organisationsutredningar. Det kan också innebära systematiskt arbete med datainsamling och analys för att planera insatser. På gruppnivå kan det innebära att planera och delta i undervisning om goda och hälsofrämjande levnadsvanor, ge information till vårdnadshavare och/eller elever gällande fysisk, psykisk och social utveckling.

#### Förebyggande elevhälsoarbete
Förebyggande elevhälsoarbete omfattar arbete som syftar till att minska risk för att elever utvecklar fysisk, psykisk eller social ohälsa eller får svårigheter att uppnå utbildningens mål. Arbetet går ut på att undvika eller minska individuella, sociala eller miljömässiga riskfaktorers inflytande, samtidigt som skyddsfaktorer för lärande och hälsa stärks. Goda relationer mellan hem och skola ingår också i förebyggande elevhälsoarbete.
Förebyggande elevhälsoarbete varierar mellan skolor baserat på lokala behov och kontext. Exempel på sådana insatser är på organisationsnivå att framställa rutiner för tidig upptäckt av svårigheter och stödbehov, medverka i policyarbete eller identifiera och kartlägga generella riskfaktorer, elevers hälsostatus och arbetsmiljö. Skolsköterskan kan med särskild kompetens bidra med att sammanställa elevers vanor gällande exempelvis mat, fysisk aktivitet och bruk av berusningsmedel. På gruppnivå och individnivå kan det innebära att uppmärksamma och stödja grupper eller individer som har särskild sårbarhet inför olika typer av belastningar eller befinner sig i utsatta situationer. Det förebyggande elevhälsoarbetet för elevhälsopersonal kan också innebära att handleda och utbilda arbetslag kring elevgrupper, enskilda elever, gemensamma normer och lärandeprocesser.

#### Åtgärdande elevhälsoarbete
Åtgärdande elevhälsoarbete omfattar hantering av redan uppkomna problem på samtliga organisationsnivåer: skola, grupp och individ. Vad som görs beror på det aktuella problemet, men kan exempelvis bestå av utredning och insättning av elevers behov av särskilt stöd, stöd och utredning av sociala problemsituationer såsom kränkning, eller akut kris- och konflikthantering. Skolpsykologiska utredningar faller under åtgärdande elevhälsoarbete.

### Elevhälsans uppdrag
Elevhälsa bedrivs av all skolans personal, men elevhälsopersonalen har ett särskilt ansvar. Elevhälsan består av flera professioner med unika kompetenser som arbetar i ett interpersonellt team. Elevhälsopersonalen har både gemensamma och enskilda uppdrag beroende på deras unika kompetenser.

### Professionsgemensamma uppdrag
De professionsgemensamma elevhälsouppdragen är främst hälsofrämjande och förebyggande. Det innebär att systematiskt och kontinuerligt arbeta tillsammans med skolans övriga personal i frågor som är betydande för elevernas goda fysiska, psykiska och sociala arbetsmiljö, samt att samarbeta med skolledningen gällande att bidra med information, råd och utredningar som har betydelse för elevers lärande. Elevhälsopersonalen ska också samarbeta med aktörer utanför skolan som är relevanta för elevernas välmående.

#### Systematiskt kvalitetsarbete
Elevhälsoarbetet omfattas av skolans systematiska kvalitetsarbete vilket syftar till att kartlägga, utvärdera och utveckla skolans verksamhet. Elevhälsoarbetet följs systematiskt upp gällande hur det ger förutsättningar för eleverna att uppnå skolans mål och utvecklas så långt som möjligt. Exempel på konkreta uppgifter är att se över processerna och resultat av skolans åtgärdsprogram och hälsosamtal, eller att uppmärksamma svårigheter som ofta uppstår för elever. Det kan också vara att se över professionernas ansvarsområden och rutiner för samarbete med övrig skolverksamhet eller skolans behov av kunskapsutveckling.

#### Arbetsmiljö och lärmiljö
Arbetet gällande arbetsmiljö innebär att skapa en miljö som är fri från utsatthet och att minimera risker, och det kan också syfta till att öka välmående. Till skillnad från arbetsmiljö avser lärmiljö de miljöer där lärande och undervisning sker, både i och utanför klassrum.
Arbete med arbets- och lärmiljö varierar mellan skolor baserat på lokala behov och kontext. Exempel på sådana insatser är arbete mot kränkande behandling och diskriminering, studiero och trygghet, eller att skapa goda relationer och ett gott socialt sammanhang. Arbete i den fysiska arbetsmiljön kan vara att skapa miljöer fria från störningar såsom buller och avgaser, att se till en god innemiljö i klassrummen eller utemiljöer på skolgårdar.
Ett särskilt viktigt område för elevhälsoarbete är värdegrundsarbetet där det innebär att både skapa goda relationer och att arbeta förebyggande eller åtgärdande kring kränkning och diskriminering. Särskilt skolkuratorn som ansvarar för den psykosociala insatsen arbetar med värdegrundsarbetet.

#### Samverkan och samarbete med andra samhällsinstanser samt närsamhället
Om elever riskerar att fara illa eller far illa samverkar elevhälsan med andra samhällsinstanser runt eleverna såsom vårdcentraler, barn- och ungdomspsykiatrin, ungdomsmottagningen, barn- och ungdomshabilitering, närpolis, socialtjänst, fältgrupp, religiösa samfund och idéburna organisationer.
Elevhälsan följer också socialtjänstlagen vilket innebär att de gör anmälningar till socialtjänsten om det finns oro eller misstanke att barn far illa. Elevhälsan kan också stödja vårdnadshavare genom att informera och förmedla kontakt till socialtjänsten gällande frågor om stöd, information, rådgivning och tillgång till stödkontakt eller alternativa boendeformer. Vid problematisk frånvaro hos elever kan socialtjänsten och skolan samverka för att motverka ogiltig frånvaro.
Elevhälsan samverkar, vid vårdnadshavares samtycke, även i elevers övergångar mellan skolformer. Den medicinska kompetensen i elevhälsan samverkar ofta med barnavårdscentraler då de övertar de medicinska hälsokontrollerna när barnet börjar förskoleklass. Skolans hälsobesök kan ses som en fortsättning på mödra- och barnhälsovårdens hälsoövervakningsprogram.
Elevhälsan har även ett ansvar att kontinuerligt ta del av vetenskaplig utveckling inom deras relevanta områden och använda det för att utveckla elevhälsans arbete.

#### Skolnärvaro och problematisk skolfrånvaro
Alla elever har enligt skollagen (2008:300) rätt till utbildning och alla elever har skolplikt. Skolplikten innebär att eleverna behöver närvara i skolan och delta i undervisningen. När elever över lång tid är frånvarande eller har upprepad frånvaro kallas det för problematisk skolfrånvaro. Problematisk skolfrånvaro kan vara av två typer: ogiltig och giltig frånvaro.
Elevhälsan arbetar med att främja elevers skolnärvaro och kan medverka i utredning och åtgärder vid problematisk skolfrånvaro. Det hälsofrämjande elevhälsoarbetet runt närvaro fokuserar på att främja en god arbets- och lärmiljö. Inom arbets- och lärmiljö innefattas faktorer som en god fysisk miljö, en god lärmiljö med adekvata anpassningar och stöd, samt en god social miljö fri från kränkningar, diskriminering och mobbning som präglas av goda relationer. Skolor har också rutiner för att registrera närvaro, anmäla frånvaro samt rutiner för utredning av problematisk skolfrånvaro. Elevhälsa medverkar i skolans övergripande arbete och kan också medverka i individuella frånvaroutredningar och -åtgärder.

#### Särskilt stöd, bedömningar och utredningar
När en elev riskerar att inte uppnå skolans mål görs en kartläggning av elevens situation i skolan och behov. Elevhälsopersonal kan utifrån deras unika kompetenser delta i kartläggningarna och utredningarna. Elevhälsan kan även medverka och delta i efterföljande arbete att anpassa undervisningen och aktivt bistå elever efter elevens förutsättningar och behov.
Om en elev misstänks tillhöra den anpassade grundskolan eller anpassade gymnasieskolan görs en utredning innan mottagande kan bli aktuellt. Utredningen består av fyra separata utredningar gjorda av elevhälsopersonal: en medicinsk, en psykologisk, en social och en pedagogisk. För att mottagande ska vara möjligt krävs diagnosen intellektuell funktionsnedsättning och eleven bedöms inte ha möjlighet att uppnå målen i grundskolan eller gymnasieskolan. De medicinska och sociala utredningarna behöver bekräfta att inga andra orsaker förklarar svårigheterna i skolan. Vårdnadshavare behöver ge samtycke till att utredningar ska genomföras och inför byte av skolform. Om det finns mycket särskilt starka skäl kan beslut om mottagande tas även om vårdnadshavare inte samtycker, men detta är mycket ovanligt och gäller endast om samtliga utredningar för mottagande är genomförda och visar på att eleven tillhör målgruppen.

### Professionsspecifika uppdrag

#### Den medicinska kompetensen
Den medicinska insatsen utförs av skolläkare och skolsköterska. Inom de medicinska uppgifterna arbetar professionerna inom hälso- och sjukvårdslagen och är självständiga gentemot skolan vilket innebär att de har sekretess gentemot skolan samt för journal över besök. Med vårdnadshavares samtycke kan den medicinska insatsen bryta sekretessen gentemot skolan för att diskutera relevant information. När de medicinska professionerna arbetar med professionsgemensamt arbete som inte rör individer eller grupper arbetar de inom skollagen och ingen sekretess gäller för de uppgifterna. Detta innebär att skolläkare och skolsköterska inte får röja uppgifter kring individuella elever, men kan delta i det övergripande elevhälsoarbetet eller ge insatser till klasser.
Den medicinska insatsen genomför hälsobesök med alla elever minst tre gånger inom grundskolan (åk F-klass-9). Elever inom sameskolan erbjuds minst två hälsobesök (åk 1-6). I gymnasiet erbjuds minst ett hälsosamtal med en allmän hälsokontroll. Hälsobesöken syftar till att bedöma elevernas allmänna hälsotillstånd och se över utveckling. Besöken är också en möjlighet för eleven att diskutera sin hälsa med skolsköterskan. Mellan hälsobesöken erbjuds andra begränsade hälsokontroller. Den medicinska insatsen erbjuder även vaccinationer utifrån det allmänna vaccinationsprogrammet för barn. Den medicinska insatsens hälsobesök, vaccinationer och individuella kontakter kan ses som en fortsättning på BVC-programmen.
Andra insatser som den medicinska kompetensen kan utföra på en skola är exempelvis att tillföra kunskap och ge information om hälsa och hälsosamma levnadsvanor till pedagoger, elever eller vårdnadshavare. Handleda och konsultera skolans personal. Identifiera och sammanställa hälsotillstånd på skol- eller gruppnivå. Den medicinska insatsen kan även erbjuda enklare sjukvårdsinsatser.

#### Den psykologiska kompetensen
Den psykologiska insatsen utförs av skolpsykolog. Skolpsykologens arbete är reglerat till att mindre än hälften av tiden ska arbetas med individuella insatser och mer än hälften med insatser på grupp- och organisationsnivå. Skolpsykologens insatser ska utgå från evidensbaserad psykologisk praktik.
Skolpsykologens psykologiska perspektiv och särskilda kunskaper inom pedagogisk psykologi kan användas i elevhälsans generella arbete och för specifika uppgifter. Skolpsykologens hälsofrämjande och förebyggande insatser kan innebära konsultation och handledning till skolpersonal, medverkan i utvecklingsarbete och implementering av skolans rutiner, utbildningsinsatser inom psykologisk kunskap riktad mot skolpersonal, elever och vårdnadshavare. I elevhälsoteamsmöten bidrar skolpsykologen med kunskaper om grupp- och organisationspsykologi. Skolpsykologen kan bland annat arbeta för att elevhälsans möten och arbetssätt är systematiska och utformade i enlighet med relevant psykologisk kunskap och i linje med det övergripande uppdraget.
De individuella insatserna kan innebära delaktighet i att identifiera och åtgärda problem i elevens lärande, utveckling och hälsa, vårdhänvisning till lämpliga vårdgivare utifrån individuella samtal med elever eller i konsultation med vårdnadshavare och pedagoger, bidra med kunskap om psykiska besvär såsom ångest och depression, samt bidra med stödjande samtal till elever, vårdnadshavare och pedagoger. När elever riskerar att inte uppnå målen eller det på annat sätt uppstår svårigheter för eleven i skolan kan rektor besluta om en skolpsykologisk utredning. Skolpsykologer gör endast diagnostiska utredningar för diagnosen intellektuell funktionsnedsättning. Andra psykologiska utredningar utan diagnostiskt syfte kan göras i syfte att kartlägga elevers förutsättningar och pedagogiska behov.

#### Den psykosociala kompetensen
Skolkuratorn ansvarar för den psykosociala insatsen i elevhälsoarbetet. Skolkuratorn arbetar med insatser på skol-, grupp- och individnivå inom hälsofrämjande, förebyggande och åtgärdande nivåer. Skolkurators specifika arbetsuppgifter varierar utifrån skolors lokala behov men kan innebära att tillföra psykosocial kunskap om risk- och skyddsfaktorer för elevers lärande och hälsa i det pedagogiska arbetet och i det övergripande elevhälsoarbetet, ge konsultation och handledning till skolpersonal, delta och leda skolans hälsofrämjande arbete med värdegrund och likabehandling, samt förebyggande och åtgärdande arbete mot kränkning och diskriminering.
Skolkuratorn kan erbjuda individuella samtalskontakter kring svårigheter i och utanför skolan såsom stöd av skolsituationen, relationer, mobbning, psykosociala besvär eller krissamtal. Skolkuratorn kan också ha samtal tillsammans med elever och deras familjer gällande skolsituationen eller hänvisa till vidare stödinsatser. Skolkuratorn kan med sin specifika kunskap om sociala system och samhällets välfärdssystem bidra med råd och upplysning till skolpersonal, elever och vårdnadshavare gällande samhällets stödsystem. Skolkuratorn kan också genomföra den sociala utredningen om elever misstänks tillhöra den anpassade grundskolan eller anpassade gymnasieskolan.

#### Den specialpedagogiska kompetensen
De specialpedagogiska insatserna utförs av personal med specialpedagogisk kompetens. Denna insats avser inte ett särskilt yrke, utan uppfylls ofta av specialpedagog och/eller speciallärare. Den specialpedagogiska kompetensen tillgodoser elevernas behov av specialpedagogik på organisations-, grupp- och individnivå. Specialpedagogiska insatser kan vara att tillföra konsultation och handledning till skolans pedagogiska personal, kartlägga elevernas pedagogiska lär- och arbetsmiljö, kartlägga och utvärdera elevernas kunskaper och utveckling mot målen på organisation- eller gruppnivå. Den specialpedagogiska insatsen har ett särskilt ansvar i att kartlägga och utreda elevers behov av särskilt stöd samt utforma och eventuellt också genomföra åtgärdsprogram.

#### Studie- och yrkesvägledning
Studie- och yrkesvägledning genomförs av en person med kompetens för att tillgodose elevernas behov inom alla skolformer. Studie- och yrkesvägledare är ett yrke med specifik utbildning för dessa uppgifter.

## Historia
Elevhälsa som reglerat i skollagen (2010:800) tillämpades den 1 juli 2011. Elevhälsan är en sammanslagning och bearbetning av vad som tidigare var skolhälsovård, särskild elevvård och specialpedagogiska insatser.